# Långsjön (Fors socken, Jämtland)
Långsjön är en sjö i Ragunda kommun i Jämtland och ingår i Indalsälvens huvudavrinningsområde. Sjön har en area på 0,207 kvadratkilometer och ligger 328 meter över havet. Sjön avvattnas av vattendraget Kvarnån (Långsjönäsån).

## Delavrinningsområde
Långsjön ingår i det delavrinningsområde (697689-153459) som SMHI kallar för Utloppet av Långsjön. Medelhöjden är 336 meter över havet och ytan är 0,81 kvadratkilometer. Räknas de 6 avrinningsområdena uppströms in blir den ackumulerade arean 28,91 kvadratkilometer. Kvarnån (Långsjönäsån) som avvattnar avrinningsområdet har biflödesordning 2, vilket innebär att vattnet flödar genom totalt 2 vattendrag innan det når havet efter 82 kilometer. Avrinningsområdet består mestadels av skog (64 procent). Avrinningsområdet har 0,21 kvadratkilometer vattenytor vilket ger det en sjöprocent på 25,4 procent.